# Juan Carlos García Pajero
Juan Carlos García Pajero (Caracas, Venezuela, 1971. január 4. –) venezuelai színész, modell.

## Élete
Juan Carlos García 1971. január 4-én született Caracasban.  1998-ban a Jugando a ganarban játszott. 2002-ben főszerepet játszott a Júdás asszonyában Chantal Baudaux és Astrid Carolina Herrera mellett. 2007-ben az Arroz con leche című sorozatban szerepelt. 2009-ben főszerepet kapott a Los misterios del amor című telenovellában Sabrina Seara partnereként.
2011-ben feleségül vette Yuvanna Montalvo színésznőt.

## Filmográfia

### Telenovellák
- 1998: Jugando a ganar (Venevisión)
- 1999: Mariú (RCTV) - David Marcano
- 2000: Angélica Pecado (RCTV)- Paolo
- 2000: Carissima (RCTV)- José Thomas Urriola
- 2002: Júdás asszonya (La mujer de Judas) (RCTV)- Salomón Vaismann
- 2003: La invasora (RCTV)- Sergio Martínez Aldana
- 2004: Besos robados (Venevisión)- Alejandro Pomar
- 2005: El amor las vuelve locas (Venevisión)- Memo
- 2006: Ciudad Bendita (Venevisión) - Yúnior Mercado
- 2007: Arroz con leche (Venevisión)- Rodrigo
- 2009: Los misterios del amor (Venevisión)- Jasón Martínez/ Juan Andrés Román
- 2011: La viuda joven (Venevisión)- Jeremías Miranda
- 2012: Mi ex me tiene ganas (Venevisión)- Bruno Lincuestenin
- 2012: Dulce amargo (Televen)- Rubén Ascanio
- 2014: Virgen de la calle (Televen) - Alfredo Rivas
- 2014: Amor secreto (Venevisión) - Rodrigo Basáñez

### Filmek
- Habana Eva (2010) - Jorge